# Syracuse (Ohio)
Syracuse é uma vila localizada no estado norte-americano de Ohio, no Condado de Meigs.

## Demografia
Segundo o censo norte-americano de 2000, a sua população era de 879 habitantes.
Em 2006, foi estimada uma população de 869, um decréscimo de 10 (-1.1%).

## Geografia
De acordo com o United States Census Bureau tem uma área de
2,5 km², dos quais 2,4 km² cobertos por terra e 0,1 km² cobertos por água.

## Localidades na vizinhança
O diagrama seguinte representa as localidades num raio de 8 km ao redor de Syracuse.